# Partido Comunista Sírio-Libanês
O Partido Comunista Sírio-Libanês (em árabe: الحزب الشيوعي السوري اللبناني /Al-Ḥizb Al-Shuyū'ī Al-Sūrī Al-Lubnānī; em francês: Parti communiste de la Syrie et du Liban) foi um partido político comunista atuante na Síria e no Líbano. Foi fundado em 1924 pelo egípcio libanês Fu'ad al-Shimali, o libanês Yusuf Yazbek e o armênio Artin Madoyan. O curdo Khalid Bakdash foi seu secretário geral. Foi o segundo partido comunista a ser formado na região do Levante, depois do Partido Comunista da Palestina, mas foi o primeiro a ser majoritariamente árabe, já que o partido palestino partiu inicialmente da comunidade judaica. Em meados de 1940, em seu auge de participação popular, o partido se dividiu em partidos nacionais: Bakdash deu sequência ao Partido Comunista Sírio, na época, estimadamente com 15 mil membros e Farajallah Helou ao Partido Comunista Libanês, com 20 mil membros.

## História
O Partido Comunista Sírio-Libanês foi formado em 1924 a partir de uma dissidência do Partido do Povo Libanês unificada ao "Grupo Spartacus", um partido bolchevique armênio. Foi fundado pelo intelectual Yusuf Yazbek, libanês, e por Artin Madoyan, armênio.
Em seus anos iniciais, o partido apoiou a Grande Revolta Síria de 1925, mas foi rapidamente reprimido. Dessa maneira, só pôde ser, de fato, construído quando seus líderes foram libertados da prisão em 1928. O partido foi representado no 6º Congresso da Internacional Comunista em 1928 por Fu'ad al-Shimali.
Apesar de operar no que hoje é a Síria e o Líbano, o partido adotou o nome de "Partido Comunista da Síria (Al-Hizb Al-Shiouy'ie al-Suri, em árabe) também em 1928. A mudança refeltiu seu compromisso com a unidade síria e rejeição da divisão colonialista da região histórica pelo mandato francês. No entanto, mais tarde, ele voltou ao seu nome original.
Sob o mandato francês foi uma organização clandestina. Entre 1936 e 1939 foi, então, legalizado pela Frente Popular do governo francês. Em 1936, o partido assumiu uma opção de colaboração com o movimento nacionalista, minimizando seus temas socialistas, de acordo com o 7º Congresso da Internacional Comunista em 1935. Posteriormente, o partido foi dividido em Partido Comunista Sírio e Partido Comunista Libanês, mas a decisão, tomada no final de 1943, só foi implementada em 1964. Nesse meio tempo, o comitê central comum e o gabinete político foram mantidos.